# قطعنامه ۱۱۹۹ شورای امنیت
قطعنامه ۱۱۹۹ شورای امنیت سازمان ملل متحد که در تاریخ ۲۳ سپتامبر ۱۹۹۸ تصویب شد، سندی بین‌المللی دربارهٔ بررسی وضعیت کوزوو (FRY) است. این قطعنامه طی نشست ۳۹۳۰ام با ۱۴ رای موافق، ۰ مخالف و ۱ ممتنع تصویب شد.